# Prix Marcelin-Guérin
Le prix Marcelin-Guérin, de la fondation du même nom, est un ancien prix annuel de littérature, créé en 1872 par l'Académie française et « destiné à récompenser des auteurs d'ouvrages littéraires produits en histoire et qui paraîtraient les plus propres à honorer la France, à relever parmi nous les idées, les mœurs et les caractères, et à ramener notre société aux principes les plus salutaires pour l’avenir ».
Ce prix disparaît en 1976 au profit du Prix Montyon de littérature et de philosophie, constitué par regroupement des prix et des fondations Montyon, Louis Boudenoot, Capuran, Constant Dauguet, Dodo, Juteau-Duvigneaux, Fabien, Auguste Furtado, Marcelin Guérin, Halphen, de Jouy, Lafontaine, Louis-Paul-Miller, Nicolas Missarel, Hélène Porgès, Saint-Cricq, Sobrier-Arnould, Paul Teissonnière et Maurice Trubert. Il est destiné « aux auteurs français d’ouvrages les plus utiles aux mœurs, et recommandables par un caractère d’élévation et d’utilité morale ».

## Liste des lauréats

### De 1874 à 1899
- 1874 : 
  - Alphonse Dantier pour L’Italie, études historiques
- 1875 : 
  - Ferdinand-Hippolyte Delaunay pour Moines et Sibylles dans l’antiquité judéo-grecque
  - Albert du Boys pour Histoire du Droit criminel en France, depuis le XVIe siècle jusqu’au XVIIe siècle, comparé avec celui de l’Italie, de l’Allemagne et de l’Angleterre
  - Eugène Loudun pour Les précurseurs de la révolution
- 1876 : 
  - Ferdinand de Lesseps pour Lettres, journal et documents pour servir à l’histoire de l’isthme de Suez
- 1877 : 
  - Charles Capmas pour Lettres inédites de Mme de Sévigné à Mme de Grignan
  - Eugène Pelletan pour Royan, la naissance d’une ville et Jarousseau, le pasteur du désert (Histoire romancée de son grand-père)
- 1878 : 
  - Célestin Hippeau pour L’instruction publique dans les États du Nord
  - Henri Jouin pour David d’Angers
  - Alfred Rambaud pour La Russie épique
  - Jean Rambosson pour Les harmonies du son et l'histoire des instruments de musique
- 1879 : 
  - Charles Aubertin pour Histoire de la langue et de la littérature françaises au moyen âge
  - Gustave Boissière pour Esquisse d’une histoire de la conquête et de l’administration romaines dans le nord de l’Afrique et particulièrement dans la province de Numidie
- 1880 : 
  - Ernest Bertin pour Les mariages dans l’ancienne société française
  - Paul Decharme pour La mythologie grecque antique
  - Paul Stapfer pour Shakespeare et l’Antiquité
- 1881 : 
  - Adolphe Mathurin de Lescure pour La Société française au XVIIIe siècle. Les femmes philosophes
  - Fernand Desportes pour La science pénitentiaire au congrès de Stockholm
  - Édouard Frémy pour Un ambassadeur libéral sous Charles IX et Henri III
  - Léon Lefébure pour La science pénitentiaire au congrès de Stockholm
  - Eugène Müntz pour Raphaël, sa vie, son œuvre et son temps
  - Louis Petit de Julleville pour Histoire du théâtre en France : les Mystères
- 1882 : 
  - Émile Bos pour Les avocats au conseil du roi. Étude sur l’ancien régime judiciaire de la France
  - Ernest Daudet pour Histoire des conspirations royalistes du Midi sous la Révolution (1790-1793)
  - Antonin Fabre pour La jeunesse de Fléchier
  - Frédéric Godefroy pour Histoire de la littérature française au XIXe siècle
  - François-Marie Luzel pour Légendes chrétiennes de la Basse-Bretagne
  - Charles Yriarte pour Un condottiere au XVe siècle : Rimini, études sur les lettres et les arts à la cour des Malátesta, Jules Rothschild
- 1883 : 
  - Alexandre Beljame pour Le Public et les hommes de lettres en Angleterre au dix-huitième siècle. 1600-1744
  - Auguste Bouché-Leclercq pour Histoire de la divination dans l’antiquité
  - Louis Favre pour Le Luxembourg (1300-1882)
- 1884 : 
  - Gaston Maugras et Lucien Perey pour La jeunesse de Madame d’Épinay et Les dernières années de Madame d’Épinay
  - Gustave Merlet pour Tableau de la littérature française sous le premier empire (1800-1815)
- 1885 : 
  - Charles Aubert-Vattier pour Le littoral de la France
  - Lucien Brunel pour Les philosophes et l’Académie française au XVIIIe siècle
  - Jean Jules Jusserand pour Les Anglais au Moyen Âge, la vie nomade et les routes d’Angleterre au XIVe siècle
  - Marc Monnier pour La Renaissance, de Dante à Luther
- 1886 : 
  - Arnold Boscowitz pour Les tremblements de terre
  - Gustave Desjardins pour Le Petit Trianon
  - Jules Favre pour Olivier de Magny (1529-1561)
  - Léopold Limayrac pour Étude sur le moyen âge
  - Louis Petit de Julleville pour Les comédiens en France au moyen âge
- 1887 : 
  - Germain Bapst pour Études sur l'orfèvrerie française au XVIIIe siècle. Les Germain, orfèvres-sculpteurs du Roy
  - Édouard Frémy pour L’Académie des derniers Valois (1570-1585)
  - Augustin Sicard pour Les études classiques avant la Révolution
  - Lucien Wyse pour Le canal de Panama
- 1888 : 
  - Henri-Raymond Casgrain pour Un pèlerinage au pays d’Évangéline
  - Charles de Spoelberch de Lovenjoul pour Histoire des œuvres d’Honoré de Balzac et Histoire des œuvres de Théophile Gautier
  - Augustin Jacquet pour La vie littéraire dans une ville de province sous Louis XIV
  - Paul Laffitte pour Le paradoxe de l’égalité
  - Henri Lemonnier pour Étude historique sur la condition privée des affranchis aux trois premiers siècles de l’empire romain
- 1889 : 
  - Gabriel Bonvalot pour Du Caucase aux Indes à travers le Pamir
  - Paul Deschanel pour Orateurs et hommes d’État
  - Eugène Lintilhac pour Beaumarchais et ses œuvres
  - Léon Palustre pour La Renaissance en France
- 1890 : 
  - Maxime de La Rocheterie pour Histoire de Marie-Antoinette
  - Léon de La Sicotière pour Louis de Frotté et les insurrections normandes (1793-1832)
  - Ramón Fernandez pour La France actuelle
  - Philippe Godet pour Histoire littéraire de la Suisse française
  - Georges Pellissier pour Le mouvement littéraire au XIXe siècle
- 1891 : 
  - Ernest Daudet pour Histoire de l'émigration. Coblentz (1789-1793)
  - Odon-Jean-Marie Delarc pour Saint Grégoire VII et la réforme de l’Église au XIe siècle
  - Paul Gaulot pour La vérité sur l’expédition du Mexique
  - Louis Gonse pour L’art gothique
  - Alfred Morel-Fatio pour Études sur l’Espagne
  - Virgile Rossel pour Histoire littéraire de la Suisse romande des origines à nos jours
  - Léon Séché pour Les derniers Jansénistes, depuis la ruine de Port-Royal jusqu'à nos jours
- 1892 : 
  - Ferdinand Buisson pour Sébastien Castellion, sa vie et son œuvre (1515-1563)
  - André Chevrillon pour Dans l’Inde
  - Paul de Rousiers pour La vie américaine
  - Camille-Georges Picavet pour Les Idéologues
  - Antoine Ricard pour Les Mémoires inédits du cardinal Maury
- 1893 : 
  - Anatole Bérard des Glajeux pour Les passions criminelles, leurs causes et leurs remèdes
  - Paul Decharme pour Euripide et l’esprit de son théâtre
  - Victor Fournel pour Le théâtre au XVIIe siècle. La Comédie
  - Charles Gidel pour Histoire de la littérature française depuis son origine jusqu’à nos jours
  - Gabriel Séailles pour Léonard de Vinci, l'artiste et le savant (1452-1519)
- 1894 : 
  - Auguste Angellier pour Robert Burns, la vie, les œuvres
  - Édouard Bertrand pour Études sur la peinture et la critique d’art dans l’antiquité
  - Gabriel Compayré pour L’évolution intellectuelle et morale de l’enfant
  - Henry Lemonnier pour L’art français au temps de Richelieu et de Mazarin
  - Emmanuel Rodocanachi pour Les corporations ouvrières à Rome depuis la chute de l’Empire romain
  - Paul Sabatier pour Vie de saint François d’Assise
- 1895 : 
  - Joseph Bédier pour Les fabliaux, étude de littérature populaire et d’histoire littéraire du moyen âge
  - André Chevrillon pour Sydney Smith et la renaissance des idées libérales
  - Charles-René Gavard pour Un diplomate à Londres, lettres et notes (1871-1877)
  - Max Leclerc pour Les professions et la société en Angleterre
  - Ernest Tissot pour Le drame norvégien
- 1896 : 
  - Denys Cochin pour Le monde extérieur
  - Maurice Pellisson pour Chamfort
  - Henri Pensa pour L’Égypte et le Soudan égyptien
  - Joseph Texte pour Jean-Jacques Rousseau et les origines du cosmopolitisme littéraire
  - Alexandru-Dimitrie Xénopol pour Histoire des Roumains et de la Dacie trajane
- 1897 : 
  - Alfred Baraudon pour La maison de Savoie (1713-1722) et la Triple Alliance
  - Thierry de Brimont pour M. de Puységur et l’Église de Bourges pendant la Révolution (1789-1802)
  - Théodore Delmont pour Bossuet et les saints-pères
  - Charles Rabany pour Carlo Goldoni, le théâtre et la vie en Italie au XVIIIe siècle
  - Achille Ricardou pour Critique littéraire - Etude philosophique
  - Virgile Rossel pour Histoire des relations littéraires entre la France et l’Allemagne
- 1898 : 
  - Louis Audiat pour Deux victimes des septembriseurs : Pierre-Louis de la Rochefoucauld, dernier évêque de Saintes, et son frère, évêque de Beauvais
  - Théodore de Wyzewa pour Écrivains étrangers
  - Jules Legras pour Henri Heine, poète
  - Ernest Seillière pour Études sur Ferdinand Lassalle, fondateur du parti socialiste allemand
- 1899 : 
  - Mary Darmesteter également appelée Mary Duclaux pour La vie de Ernest Renan
  - Fernand Engerand pour Ange Pitou, agent royaliste et chanteur des rues (1767-1846)
  - Charles-Alexandre Geoffroy de Grandmaison pour Un demi-siècle de souvenirs et Napoléon et ses récents historiens
  - Maurice Jollivet pour Les Anglais dans la Méditerranée (1794-1797)
  - Eugène Lintilhac pour Conférences dramatiques tenues à l'Odéon  (1888-1898)
  - Delphine Menant pour Les Parsis, histoire des communautés zoroastriennes de l’Inde, Ernest Leroux, 1898

### De 1900 à 1919
- 1900 : 
  - Maurice Girod de l'Ain pour Vie militaire du général Foy
  - Jeanne Lapasset pour Le général Lapasset. Algérie-Metz
  - Georges Michel pour Léon Say, sa vie et ses œuvres
  - Marcel Monnier pour Le tour d’Asie
  - Maurice Sautai pour Le siège de la ville et de la citadelle de Lille en 1708
  - Ernest Tissot pour Les sept plaies et les sept beautés contemporaines de l’Italie
- 1901 : 
  - Maurice Albert pour Les théâtres de la foire
  - Charles Benoist pour Le prince de Bismarck
  - Pierre Leroy-Beaulieu pour La rénovation de l’Asie. Sibérie, Chine, Japon
  - Ernest Martinenche pour La comedia espagnole en France, de Hardy à Racine
  - Philippe Monnier pour Le quattrocento, essai sur l’histoire littéraire du XVe siècle italien
  - Eugène Rigal pour Victor Hugo, poète épique
- 1902 : 
  - Adolphe Bossert pour Histoire de la littérature allemande
  - Victor Cucheval pour Cicéron orateur
  - Adrien de Gerlache de Gomery pour Quinze mois dans l’Antarctique. La Belgica
  - Clovis Lamarre pour Histoire de la littérature romaine depuis la fondation de Rome jusqu’à la fin du gouvernement républicain
  - Léon Séché pour Alfred de Vigny et son temps
  - Auguste Terrier et Marcel Dubois pour Les colonies françaises et Un siècle d’expansion coloniale
- 1903 : 
  - Edmond Biré pour Les dernières années de Châteaubriand (1830-1848)
  - Bernard Carra de Vaux pour Gazali
  - Abel Chevalley pour La reine Victoria
  - Paul de Félice pour Les protestants d’autrefois
  - Bernard de Lacombe pour Talleyrand, évêque d’Autun
  - René Fage pour La vie à Tulle aux XVIIe et XVIIIe siècles
  - Maurice Lair pour L'Impérialisme allemand
  -  Walter Thomas pour Le poète Edward Young (1683-1765)
- 1904 : 
  - Léon Béclard pour Sébastien Mercier
  - Georges Dumesnil pour L’âme et l’évolution de la littérature depuis les origines jusqu’à la Révolution
  - Philippe-Hector Dunand pour Histoire complète de Jeanne d’Arc
  - René d’Ys pour Ernest Renan en Bretagne
  - Augustin Gazier pour Mélanges de littérature et d’histoire
  - Dauphin Meunier pour Mirabeau. Lettres à Julie
  - Ivan Strannik (en) pour La pensée russe contemporaine
- 1905 : 
  - Pierre Bucher pour Revue alsacienne illustrée (1901-1904)
  - Jules Derocquigny pour Charles Lamb, sa vie et ses œuvres
  - Émile Lauvrière pour Edgar Poe, sa vie et son œuvre
  - Maurice Souriau pour Bernardin de Saint-Pierre
  - Alexandre A. C. Sturdza pour La terre et la race roumaines depuis leur origine jusqu’à nos jours
- 1906 : 
  - Jacques Bardoux pour Essai d’une psychologie de l’Angleterre contemporaine. Les crises belliqueuses
  - Louis Benoist-Hanappier pour Le drame naturaliste en Allemagne
  - L. Dhaleine pour M. Hawthorne, sa vie et son œuvre
  - Pompiliu Eliade pour Histoire de l’esprit public en Roumanie au dix-neuvième siècle
  - William Morton Fullerton (en) pour Terres françaises. Bourgogne. Franche-Comté. Narbonnaise
  - Michel Salomon pour L’esprit du temps
  - Gabriel Sarrazin pour Les grands poètes romantiques de la Pologne
- 1907 : 
  - Louis Aubert pour Paix japonaise
  - Louis Charlanne pour L’influence française en Angleterre au XVIIe siècle
  - Charles Diehl pour Figures byzantines
  - Émile Haumant pour Ivan Tourguénief : la vie et l’œuvre
  - André Maurel pour Petites villes d’Italie
  - Maurice Muret pour La littérature italienne d’aujourd’hui
  - Emmanuel Rodocanachi pour La femme italienne à l'époque de la Renaissance
- 1908 : 
  - Georges Gendarme de Bévotte pour La légende de Don Juan
  - Pierre Heinrich pour La Louisiane sous la Compagnie des Indes (1717-1731)
  - Charles Lanrezac pour La manœuvre de Lützen (1813)
  - André Le Glay pour Théodore de Neuhoff, roi de Corse
  - Christian Maréchal pour Lamennais et Victor Hugo
  - Dauphin Meunier pour La comtesse de Mirabeau (1752-1800)
  - Gustave Michaut pour La Bérénice de Racine
  - Ernest Seillière pour La philosophie de l’impérialisme et L’impérialisme démocratique
  - Henry Tronchin pour Le conseiller François Tronchin et ses amis
- 1909 : 
  - Marthe Bibesco pour Les huit paradis : Perse, Asie Mineure, Constantinople
  - Paul Bosq pour Souvenirs de l’Assemblée nationale (1871-1874)
  - Henry Cochin pour Vita nova, de Dante Alighieri
  - Henry Renault du Motey pour Guillaume d’Orange et les origines des Antilles françaises
  - Gustave Reynier pour Le Roman sentimental avant l’Astrée
  - Eugène Rigal pour Molière
  - Pierre Villey pour Les sources et l’évolution des essais de Montaigne
- 1910 : 
  - Joseph Ageorges pour L’Enclos de George Sand
  - Mathieu Augé-Chiquet pour La vie, les idées et l’œuvre de Jean-Antoine de Baïf
  - Ferdinand Castets pour La chanson des quatre fils Aymon
  - Charles de Moüy pour Souvenirs et causeries d’un diplomate
  - Émile Gérard-Gailly pour Bussy-Rabutin, sa vie, ses œuvres et ses amies
  - Pierre-Maurice Masson pour Une vie de femme au XVIIIe siècle. Madame de Tencin (1682-1749)
  - Joseph Vianey pour Le Pétrarquisme en France au XVIe siècle
  - René Waltz pour Vie de Sénèque
- 1911 : 
  - René Canat pour La Renaissance de la Grèce antique (1820-1850)
  - Edmond Faral pour Les jongleurs en France au Moyen Âge
  - Émile-Félix Gautier pour La conquête du Sahara
  - André Koszul pour La jeunesse de Mary Shelley
  - Paul Laumonier pour Ronsard, poète lyrique
  - J.Augustin Léger pour La jeunesse de Wesley
  - Louis Maigron pour Le Romantisme et les Mœurs
  - Jean Plattard pour L’œuvre de Rabelais
  - Werner Söderhjelm pour La nouvelle française au XVe siècle
  - Jean-Édouard Spenlé pour Rahel. Histoire d’un salon romantique en Allemagne
- 1912 : 
  - Jean-Léopold Deschamps pour De Bordeaux au Tchad par Brazzaville
  - Henri d'Ollone pour Les derniers barbares. Chine, Tibet, Mongolie
  - Jean Harmand pour Madame de Genlis, sa vie intime et politique (1746-1830)
  - Charles Legras pour La grande attente
  - Henri Moysset pour L’esprit public en Allemagne vingt ans après Bismarck
  - Joseph Segond pour La prière, essai de psychologie religieuse
  - André Tibal pour Hebbel, sa vie et ses œuvres de 1813 à 1845
  - Vojislav Mate Jovanović-Marambo (1884-1968) pour La Guzla, de Prosper Mérimée
- 1913 : 
  - Louis Blaison pour Un défenseur alsacien en 1814 : le premier siège de Belfort et le commandant Legrand
  - Jehan de Witte pour Les deux Congo
  - Maurice Delafosse pour Haut Sénégal. Niger
  - Pierre Despatys pour La Révolution, la Terreur, le Directoire (1791-1799). Un ami de Fouché
  - Louis Dimier pour Guides artistiques et pittoresques des pays de France : Haute-Normandie, Basse-Normandie
  - Jules Mancini pour Bolivar et l’émancipation des colonies espagnoles des origines à 1815
  - Jean-Baptiste Montaigne pour Vaincre, esquisse d’une doctrine de la guerre
  - Daniel Mornet pour Le romantisme en France au XVIIIe siècle
  - Louis Roche pour La vie de Jean de La Fontaine
- 1914 : 
  - Henri Andrillon pour L’expansion de l’Allemagne, ses causes, ses formes, ses conséquences
  - Léon Cornudet pour Histoire de la paroisse Saint-Thomas d’Aquin
  - Joseph Dedieu pour Montesquieu
  - Frédéric Fabrège pour Histoire de Maguelone
  - Joseph-Émile Fidao-Justiniani pour L’esprit classique et la préciosité au XVIIe siècle
  - Gustave Gautherot pour L’épopée vendéenne (1783-1796)
  - Paul Mellon pour L’Académie de Sedan, centre d’influence française, à propos d’un manuscrit du XVIIe siècle
  - Marcel Poëte pour La promenade à Paris au XVIIe siècle
  - Oscar Gustaf von Heidenstam pour Marie-Antoinette Fersen et Barnave
- 1915 : 
  - Robert André-Michel
  - Robert de Fréville de Lorme pour l'ensemble de son œuvre
  - Ernest Duruy
  - Henri Gazin
  - Pierre Leroy-Beaulieu
  - Joseph Lotte
  - Henry Loubers
  - Raoul Pighetti de Rivasso pour l'ensemble de son œuvre
  - Georges Weil
- 1916 : 
  - Gabriel Alphaud
  - Maurice Lair
- 1917 : 
  - Jean-Amable de La Vallette-Monbrun pour Maine de Biran
  - André de Maricourt pour Louise-Marie-Adélaïde de Bourbon-Penthièvre, duchesse d’Orléans
  - Fernand Engerand pour Les frontières lorraines et la force allemande
  - Édouard Favre pour François Coillard
  - Dauphin Meunier pour Louise de Mirabeau, marquise de Cabris
  - Pierre Nothomb pour Les barbares en Belgique
  - Léontine Zanta pour La renaissance du stoïcisme au XVIe siècle
- 1918 : 
  - Charles de Rouvre pour L’amoureuse histoire d’Auguste Comte et de Clotilde de Vaux
  - Marcel Étévé pour Lettres d’un combattant (août 1914-juillet 1916)
  - Gabriel Faure pour Paysages littéraires
  - Maurice Genevoix pour Nuits de guerre (Hauts de Meuse) et Sous Verdun, août-octobre 1914
  - Pierre Lasserre pour L’esprit de la musique française (de Rameau à l'invasion wagnérienne)
- 1919 : 
  - Théodore Delmont pour Pour la croisade du XXe siècle
  - René Lote pour Les intellectuels dans la société française de l’Ancien régime à la démocratie
  - Albert Mahaut pour Le chrétien, homme d’action
  - Georges Maspero pour La Chine
  - G. Mugnier pour Aux paysans du front
  - Jules Paquier pour Luther et l’Allemagne
  - André Soulange-Bodin pour L’avant-guerre allemande en Europe
  - Paul Vergnet (d) pour La France en danger

### De 1920 à 1929
- 1920 : 
  - J.-Roger Charbonnel pour La pensée italienne au XVIe siècle et le courant libertin
  - Frank Grandjean pour La Raison et la Vue
  - René Lavollée pour Lendemain de victoire
  - Pierre Muenier pour L’Angoisse de Verdun
  - Jules Sageret pour Philosophie de la guerre et de la paix
- 1921 : 
  - Paul Arbelet pour La jeunesse de Stendhal
  - Paul Cazin pour L’humaniste à la guerre
  - Auguste Dupouy pour Pêcheurs bretons
  - Paul Heuzé pour Les camions de la victoire
  - Auguste Laborde-Milaà pour Un essayiste et Émile Montégu (1825-1895)
  - André Mabille de Poncheville pour Cahiers de l’amitié de France et de Flandres
  - Charles Rivet pour Les Alliés de demain. Les Tchécoslovaques. En Yougoslavie
  - Pierre Sabatier pour L’Esthétique des Goncourt
  - Madeleine Saint-René Taillandier pour Madame de Maintenon : L'énigme de sa vie auprès du grand roi
- 1922 : 
  - Emmanuel Dénarié pour Le curé des Avranches
  - René Descharmes pour Autour de Bouvart et Pécuchet
  - Gustave Dulong pour L’abbé de Saint-Réal. Étude sur les rapports de l’histoire et du roman au XVIIe siècle
  - Pierre Gilliard pour Le tragique destin de Nicolas II et de sa famille
  - Amélie-Marie Goichon pour Ernest Psichari d’après des documents inédits
  - Jules Legras pour Mémoires de Russie
  - Augustin Thierry pour Augustin Thierry, d’après sa correspondance et ses papiers de famille (1795-1885)
- 1923 : 
  - Paul Berret pour Le Dauphiné et Au pays des brûleurs de loups, légendes et contes du Dauphiné
  - Bernard Bouvier pour Henri-Frédéric Amiel. Fragments d’un journal intime
  - René Christian-Frogé pour La grande guerre vécue, illustrée, racontée par les combattants
  - Robert Dubarle pour Paroles des vivants et des morts
  - Anatole Feugère pour L’abbé Raynal (1713-1796)
  - Maurice Gagneur pour Histoire de la guerre racontée par les combattants
  - Henri Ghéon pour Jeux et miracles pour le peuple fidèle
  - Paul Ginisty pour Histoire de la guerre par les combattants
  - Robert d'Harcourt pour Souvenirs de captivité et d’évasion
  - Louis-Narcisse Prunel pour La Renaissance catholique en France au XVIIe siècle
  - Francis Vincent pour Saint-François de Sales, directeur d’âmes
- 1924 : 
  - Pierre Fernessole pour Les origines littéraires de Louis Veuillot (1813-1843)
  - Henri Franchet pour Le poète et son œuvre d’après Ronsard
  - Émile Legouis pour Spenser
  - Samuel Menjot d'Elbenne pour Madame de la Sablière : ses pensées chrétiennes et ses lettres à l’Abbé de Rancé
  - Maurice Mignon pour Les affinités intellectuelles de l’Italie et de la France
  - Jean Pommier pour Renan d’après des documents inédits
- 1925 : 
  - Louis-Jules Arrigon pour Les débuts littéraires d’Honoré de Balzac d'après des documents nouveaux et inédits
  - Camille Belmon pour Le bienheureux François d’Estaing, évêque de Rodez
  - Roger Boutet de Monvel pour La vie de Lord Byron
  - Albert de Luppé pour Une jeune fille au XVIIIe siècle. Lettres de Geneviève de Malboissière à Adélaïde Méliand
  - Paul Dottin pour Daniel de Foë et ses romans
  - Albert Doumergue pour Nos garrigues et les assemblées du désert
  - Albert Dufourcq pour Histoire ancienne de l’Église
  - Édouard Everat pour Histoire abrégée de la ville de Riom
  - Pierre Harispe pour Lamennais, drame de sa vie sacerdotale
  - Louis Hourticq et Gabriel-Louis Jaray pour De Québec à Vancouver
  - Constant Le Charpentier pour Monsieur Hamon, médecin et solitaire de Port-Royal (1618-1687)
  - Henri Malo pour Une muse et sa mère et La gloire du vicomte de Launay
  - Abel Moreau pour Sur les routes de Syrie
  - J-B. Pineau pour Érasme, sa pensée religieuse et Érasme et la Papauté
  - Alfred Wautier d’Aygalliers pour Ruysbroeck l’admirable
- 1926 : 
  - Raoul Allier pour La psychologie de la conversion chez les peuples non civilisés
  - Émile Barthès pour Eugénie de Guérin. Lettres à Louise de Bayne
  - Pierre Flottes pour Alfred de Vigny. Nombreux documents inédits. Ouvrage orné d'un portrait
  - Władysław Folkierski pour Entre le classicisme et le romantisme. Étude sur l’esthétique et les esthéticiens du XVIIIe siècle
  - Adrien Garnier pour Frayssinous son rôle dans l’Université sous la Restauration
  - Camille Latreille pour Les dernières années de Lamartine (1852-1869)
  - Edmond Renard pour Le cardinal Mathieu (1839-1908)
  - Hippolyte Roy pour La Vie, la Mode et le Costume au XVIIe siècle
  - Édouard Schneider pour Les heures bénédictines
- 1927 : 
  - Fernand Bousquet pour Montredon (Tarn). Essai d'histoire d'une commune de France
  - Amédée Fayol pour Auteuil au cours des âges
  - Gabriel Maugain pour Ronsard en Italie
  - Dauphin Meunier pour Autour de Mirabeau
  - Maximin Piette pour La réaction de John Wesley dans l’évolution du protestantisme
  - Léonce Raffin pour Saint-Julien de Balleure 1519?-1593
  - Louis Reynaud pour Le Romantisme
- 1928 : 
  - Maurice Badolle pour L’abbé Jean-Jacques Barthélémy
  - Jean Dietz pour Maurice Barrès
  - Raymond Janin pour Les églises orientales et les rites orientaux
  - Georges Laronze pour Histoire de la Commune de 1871
  - Léon Mahieu pour Vie de Mgr Baunard
  - François Ménez pour Aux jardins enchantés de Cornouailles
  - Marie-Josephe Pinet pour Christine de Pisan (1340-1490)
  - Ulysse Rouchon pour La mission du Cardinal Melchior de Polignac à Rome (1724-1732)
  - Jules Sageret pour Le Hasard et la Destinée
  - Franck Schoell pour Étude sur l’humanisme continental en Angleterre à la fin de la Renaissance
- 1929 : 
  - Claude Saint-André pour Le Régent
  - Maria Dell’Isola pour Napoléon dans la poésie italienne à partir de 1821
  - Charles Droulers pour La cité de Pascal
  - Stanislas Fumet pour Ernest Hello ou le drame de la lumière
  - Georges Lachapelle pour Le Ministère Méline. Deux années de politique intérieure et extérieurs 1896-1898
  - Ernest Laurain pour Chouans et contre-chouans
  - Georges Le Faure pour La Grande Épreuve 
  - Louis Ponnelle et Louis Bordet pour Saint-Philippe Néri et la société romaine de son temps

### De 1930 à 1949
- 1930 : 
  - Raoul Allier pour Le Non-civilisé et nous, différence irréductible ou identité foncière ?
  - Marcel Dugas pour Littérature canadienne. Aperçus
  - Fortuné Palhoriès pour Vies et doctrines des grands philosophes
  - Edmond Renard pour Renan, les étapes de la pensée
  - Robert Will pour Le Culte. Étude d’histoire et de philosophie religieuse
- 1931 : 
  - Étienne Causse pour Madame Necker de Saussure et l’éducation progressive
  - Marc Chassaigne pour Étienne Dolet
  - Aldebert de Chambrun pour Brazza
  - Septime Gorceix pour Évadé
  - Juliette Jacquemin pour Une princesse de jadis
  - Henri Tronchon pour Ernest Renan et l’étranger
- 1932 : 
  - Abel Dechène pour Le Dauphin fils de Louis XV
  - Bernard Faÿ pour Benjamin Franklin, bourgeois d'Amérique
  - Aimé-François Legendre pour La crise mondiale. L’Asie contre l’Europe
  - Olivier Leroy pour Le chevalier Thomas Browne
  - Henri de Lestang pour Le pays tarnais
  - Geneviève Tabouis pour Nabuchodonosor et le triomphe de Babylone
- 1933 : 
  - Jean Bayet pour Architecture et poésie
  - Elie Decahors pour Maurice de Guérin
  - Floris Delattre pour Le roman psychologique de Virginia Woolf
  - Henri Duclos pour Laënnec
  - André George pour Pierre Termier
  - Jacques Langlade pour Jean Kochanowski
  - Henri Peyre pour Louis Ménard
  - Jacques Poisson pour Le romantisme social de Lamennais
  - Anne-Louise Salomon pour Frédéric-Rodolphe Saltzmann
- 1934 : 
  - Lucien Lehman pour Wilson, apôtre et martyr
  - Pierre Lyautey pour Chine ou Japon
  - Roger Pelletier pour Captivité
  - Claude Peyroux pour L'abbé Perreyve raconté par lui-même
- 1935 : 
  - Marguerite Teillard-Chambon (alias Claude Aragonnès) pour Madeleine de Scudéry, reine du Tendre
  - Henri Carré pour La duchesse de Bourgogne
  - Maurice Courtois-Suffit pour Le jardin d'essai (1933)
  - Pierre-Marie-Joseph de Zurich (en) (1881-1947) pour Madame de la Briche
  - Marcel Deléon pour Le nid de l'aigle. Voyage à l'île d'Elbe
  - Germaine Durrière pour Jules Lemaître
  - Alphonse-Louis Grasset pour La bataille des deux Morins
  - Hanuš Jelínek pour Histoire de la littérature tchèque
  - Siméon Vailhé pour Vie du Père Emmanuel d'Alzon
  - Léon Veuthey pour Un grand éducateur. Le père Girard
  - Joseph Wilbois pour Le Cameroun, les indigènes, les colons, les missions, l'administration française...
- 1936 : 
  - Albert Autin pour Le secret des dieux, essais de critique littéraire et morale
  - Joseph Buche pour L’école mystique de Lyon (1935)
  - Roland Engerand pour La chevauchée sacrée
  - Hélène Frejlich pour Flaubert d'après sa correspondance
  - Léon Lehuraux pour Le conquérant des oasis, colonel Théodore Pein
  - Anne-Marie Martin du Theil pour Histoire d'une sultane française
  - Émile Moussat pour L'âme des camps de prisonniers
  - John Stephenson Spink pour J.-J. Rousseau et Genève (1934)
- 1937 : 
  - Hélène Pierre Duhem pour Un savant français, Pierre Duhem
  - Pierre Lorson pour Voyages en chrétienté
  - Ernest Martin pour L'Évangéline de Longfellow
  - Eugène Minkowski pour Le temps vécu et Vers une cosmologie
  - Jean Vinchon pour Mesmer et son secret
- 1938 : 
  - Edmond Bernardet pour Un abbé d'Hautecombe
  - Philippe Bunau-Varilla pour De Panama à Verdun : mes combats pour la France
  - Robert Hérisson pour Avec le père de Foucauld et le général Laperrine
  - Jean Lozach pour Le delta du Nil
  - Félix Meillon et Alphonse Meillon pour L'abbaye de Saint-Savin en Lavedan
  - Albert Millot pour Les grandes tendances de la pédagogie contemporaine
  - Jean Louis Perret pour Portrait de la Finlande
  - Blaise Romeyer pour La philosophie chrétienne jusqu'à Descartes
- 1939 : 
  - Alfred Colling pour Le Romancier de la fatalité, Thomas Hardy
  - Charles de Gaulle pour La France et son armée
  - Jean Mauclère pour Panorama de la littérature lithuanienne contemporaine
  - Louis Percheron pour Ciels et terres de Provence
  - Pierre Tavernier pour Le diocèse du Puy pendant la Révolution
- 1940 : 
  - Marthe Bassenne pour La vie tragique d'une reine d'Espagne : Marie-Louise de Bourbon-Orléans, nièce de Louis XIV
  - Georges Hardy pour La politique coloniale et le partage de la terre aux XIXe et XXe siècles
  - Yvonne Pagniez pour Pêcheur de goémon
- 1941 : 
  - J-P Eylaud pour Négoce, Amour, Philosophie - À Bordeaux au temps de Montesquieu
- 1942 : 
  - Charles Fournet pour Lamartine et ses amis suisses. Lamartine roi
  - Gaston Gille pour Jules Vallès
  - Victor Goedorp pour Un prince franc-maçon : le duc d'Orléans
  - Robert Pitron pour Jean-Sébastien Bach
  - Pierre Trahard pour L'art de Colette
- 1943 : 
  - Francis Trochu pour Saint François de Sales
- 1944 : 
  - Achille Ouy pour Ne pas gâcher l'adolescence
- 1945 : 
  - Pierre Bruneteau pour France, ô ma patrie
  - Henri Lespès pour Corps à corps avec les blindés – Carnet de route de la Sarre à la Somme
- 1946 : 
  - Louis Castex pour Mon tour du monde en avion. L'âge de l'avion
  - Bertrand de Chézal pour À travers les batailles pour Paris (Août 1944)
  - Alexandre Embiricos pour Leconte de Lisle
  - Pierre Lebon pour Essais de désintoxication
  - Eric Lugin pour Le périlleux amour de Maurice de Guérin
- 1947 : 
  - Ventura-Garcia Calderon pour Cette France que nous aimons
  - Jeanne Paul-Crouzet pour Poésie au Canada
  - Albert Dauzat pour Grammaire raisonnée de la langue française
  - Marie-Amélie de Vendôme pour Notre voyage en Afrique
  - Marguerite d'Escola pour Hélène Boucher, celle qui a vaincu la peur
  - Henri Perrochon pour Évasion dans le Romand
  - Fernand Raoult pour Ce que pense de la vie un vieux médecin
  - Gonzague de Reynold
- 1948 : 
  - Auguste Pavie pour À la conquête des cœurs : Le Pays des millions d'Eléphants
  - Jean Viollet pour Petit traité d'éducation
  - Louise Weiss pour La Marseillaise
- 1949 : 
  - Ahmed Sefrioui pour Le chapelet d'ambre

### De 1950 à 1988
- 1950 : 
  - Louis Mouilleseaux et François Ingold pour Leclerc de Hauteclocque
  - Jacques Le Bourgeois pour Saïgon sans la France
  - Humbert Ricolfi pour Garibaldi, citoyen du monde
- 1951 : 
  - André Dupeyrat pour Le sanglier de Koumi. Le Père Chabot, missionnaire en Papouasie
  - Claude-Joseph Gignoux pour Karl Marx
- 1952 : 
  - Robert Dauvergne pour Les résidences du Maréchal de Croÿ (1718-1784)
  - Bernard Guyon pour La création littéraire chez Balzac
  - Henri de Lestang pour Un pays qui monte
  - Père Yvon pour Le drame de l'Indépendance indienne
- 1953 : 
  - Robert Caillet pour Monseigneur d’Inguimbert
  - Rémy Collin pour Plaidoyer pour la vie humaine
- 1954 : 
  - Robert Boulet et Noëlle Maurice Denis pour Eucharistie, ou la messe dans ses variétés, son histoire et ses origines
  - Marthe de Hédouville pour La comtesse de Ségur
  - Jacques Nicolle pour Un maître de l'enquête scientifique : Louis Pasteur
  - Paul Renaudin pour Du doute à l’angoisse. L'inquiétude religieuse aux XIXe et XXe siècles
- 1955 : 
  - Angèle Maraval-Berthoin pour Les voix du Hoggar
  - Léonce Raffin pour Les Carnets d’un prêtre-soldat
  - Roland Villot pour Jules du Pré de Saint-Maur
- 1956 : 
  - Paul Baudouin pour L’aventure humaine
- 1957 : 
  - Bernard de Gouvello pour Méhariste à dix ans
  - Matila Ghyka pour Couleur du monde (Escales de ma jeunesse, Heureux qui comme Ulysse)
  - Pierre Nézelof pour Bérengère la Chouanne
- 1958 : 
  - Paul Latapie pour Les Arques-en-Quercy
  - Pierre Nord pour Charles de Foucauld, français d’Afrique
- 1959 : 
  - Hachemi Baccouche  pour Ma foi demeure
- 1960 : 
  - Emmanuel de Las Cas pour Las Cases, le mémorialiste de Napoléon
  - Marthe Emmanuel pour La France et l’exploration polaire
  - Marc Leproux pour Du berceau à la tombe
- 1961 : 
  - René Vigneron pour Aubes
- 1962 : 
  - Jules-François Blondel pour Au fil de la carrière. Récit d'un diplomate
  - Marcel Jullian pour Mystique de l’aviation
- 1964 : 
  - Jacques Leclercq pour Nous autres civilisations ...
- 1965 : 
  - Roger Campana pour Treize de Saint-Cyr dans la Grande Guerre
- 1966 : 
  - Marcel Guinand pour Genève, cité rhodanienne
- 1969 : 
  - Vigné d'Octon pour Céreste au cours des siècles
- 1976 : 
  - Jacques-Paul Martin pour Le Louis XIV des Chartreux. Dom Innocent Le Masson - préface de Jean Guitton
  - Daniel Reichel pour Davout et l’art de la guerre
  - Jean Sainsaulieu pour Les ermites français
  - Jean de Viguerie pour Une œuvre d’éducation sous l’Ancien Régime : les Pères de la Doctrine chrétienne en France et en Italie, 1592-1792
- 1987 : 
  - Jean Weill et Henri Romagnesi pour Fleurs sauvages de France et des régions limitrophes
- 1988 : 
  - Gaston-Pierre Dastugue pour De ma Faculté à ma ville